# Manuela Serra
Manuela Serra (Cagliari, 26 ottobre 1971) è una politica italiana.

## Biografia

### Elezione a senatore
Nel 2013 viene eletta senatrice della XVII legislatura della Repubblica Italiana nella circoscrizione Sardegna per il Movimento 5 Stelle.
È la prima donna sarda ad essere stata eletta al Senato della Repubblica.Dal 14 aprile 2014  sostituisce il collega espulso Lorenzo Battista come Segretario del M5S al Senato fino al 15 ottobre 2014.
Dal 16 gennaio 2015 sostituisce il collega fuoriuscito Giuseppe Vacciano come tesoriere del gruppo M5S al Senato.